# Watertoren (Boven-Hardinxveld)
De watertoren in de Nederlandse plaats Boven-Hardinxveld werd gebouwd in 1923 in een typische interbellum-bouwstijl die invloeden vertoont van de architectuur van het Nieuwe Bouwen, maar vanwege de zware kap ook verwant is aan de Amsterdamse School. De werkzaamheden werden uitgevoerd door bouwbedrijf de N.V. Algemeene Beton Compagnie uit Den Haag.
De watertoren heeft een hoogte van 42,90 meter en een betonnen vlakbodemreservoir van 215 m³. De toren heeft de status rijksmonument.